# Talog
Talog es un barrio rural   del municipio filipino de primera categoría de Taytay perteneciente a la provincia  de Paragua en Mimaro,  Región IV-B.
En 2007 Talog contaba con 872 residentes.

## Geografía
El municipio de Taytay se encuentra situado en la isla de Paragua, al norte de la misma.
Su término limita al norte con el municipio de El Nido, barrios de Bebeladán, Bagong-Bayán y Otón, oficialmente Mabini; al  suroeste con el municipio de San Vicente, al sur con el de Roxas; y al sureste con el de Dumaran. En la parte insular se encuentra la bahía de Malampaya y varias isla adyacentes se encuentran tanto en la costa este, mar de Joló como en la  oeste, Mar del Oeste de Filipinas.
Barrio continental situado al sureste del municipio, el segundo más meridional de la parte central, al sur de la bahía de Malampaya.
Linda al norte con el barrio de Paglaum; 
al sur con el barrio Itangil que forma parte del municipio de  Dumarán;
al  este  con el barrio de    Calauag (Calawag);
al oeste con el  barrio de Libertad.

### Demografía
El barrio  de Talog contaba  en mayo de 2010 con una población de 968 habitantes.

## Historia
Taytay formaba parte de la provincia española de  Calamianes, una de las 35 del archipiélago Filipino, en la parte llamada de Visayas. Pertenecía a la audiencia territorial  y Capitanía General de Filipinas, y en lo espiritual a la diócesis de Cebú.